# 君に捧げるlove song
「君に捧げるlove song」（きみにささげるラブ・ソング）は、2003年9月10日に発売された浜田省吾の34枚目のシングル。

## 概要
前作から約2年振りに発売された新曲で、9月26日発売のバラード・セレクション第4弾『初秋』からの先行シングル。

## 音楽性
タイトル曲「君に捧げるlove song」は、亡くなった妻が夢の中に現れるという内容のラブソングである。「夢の中に亡くなった父親が出てきた」という浜田が見た夢からインスピレーションを得て作られた。
カップリング曲「モダンガール (21 ctr. Ver.)」は、1981年発売のアルバム『愛の世代の前に』収録の「モダンガール」を“21 ctr. Ver.”として収録。2006年8月9日発売ベスト・アルバム『The Best of Shogo Hamada vol.2』には、このヴァージョンが収録されている。

## リリース
本作は、浜田のCDでは唯一CCCDとして2003年9月10日（初回仕様）に発売されたが、SME Recordsは翌2004年秋にCCCDの生産を終了し、2005年10月26日にCD-DAにフォーマットを変更し再発売された。
よって、以下、3種類存在する。
- 2003年9月10日発売の応募券入り初回仕様（CCCD盤、SECL-26）
- 2004年7月7日再発（CCCD盤、SECL-102）
- 2005年10月26日発売CD-DA盤（SECL-290）

## ミュージック・ビデオ
ミュージック・ビデオには、石田ゆり子が出演している。

## 記録
1998年発売のシングル「モノクロームの虹」以来、オリコンチャートベスト5入りを記録した。

## 収録曲
| 全作詞・作曲: 浜田省吾。 |                                 |           |            |                     |      |
| #                        | タイトル                        | 作詞      | 作曲・編曲 | 編曲                | 時間 |
| 1.                       | 「君に捧げるlove song」         | 浜田省吾  | 浜田省吾   | 浜田省吾 & 星勝     | 5:10 |
| 2.                       | 「モダンガール (21 ctr. Ver.)」 | 浜田省吾  | 浜田省吾   | 浜田省吾 & 水谷公生 | 5:43 |
| 合計時間:                | 合計時間:                       | 合計時間: | 10:53      |                     |      |

## 参加ミュージシャン
| 君に捧げるlove song - Backing Vocal Arranged by 浜田省吾 & 町支寛二 - Drums：小田原豊 - Bass：美久月千晴 - Guitars：西川進 - Keyboards：小島良喜 - Backing Vocal：浜田省吾 - All other instruments & Manipulation：石川鉄男 | モダンガール (21 ctr. Ver.) - Strings Arranged by 福田裕彦 - Backing Vocal Arranged by 浜田省吾 & 町支寛二 - Drums：大久保敦夫 - Bass：岡沢茂 - Guitars：町支寛二 - Keyboards：小島良喜 - Keyboards & Synthesizers：福田裕彦 - 1st Violin：矢野晴子 - 2nd Violin：岩戸有紀子 - Viola：大沼幸江 - Cello：船田裕子 - Backing Vocal：浜田省吾 - All other instruments & Manipulation：水谷公生 |